# Vergiss mein nicht!
Vergiss mein nicht! (Originaltitel: Eternal Sunshine of the Spotless Mind) ist ein romantisches Drama von Michel Gondry aus dem Jahr 2004 mit Jim Carrey und Kate Winslet in den Hauptrollen. Der Film startete am 20. Mai 2004 in den deutschen Kinos.

## Handlung

### Rahmenhandlung (1)
Am Morgen des Valentinstags 2004 erwacht Joel Barish benommen in seinem Bett. Er steht auf und macht sich auf den Weg zur Arbeit. Auf dem Bahnsteig wartend, entschließt er sich plötzlich anders und nimmt den Zug nach Montauk am Meer. Am Strand sieht er eine junge Frau in orangerotem Sweatshirt; er hat den Wunsch, sie kennenzulernen, jedoch auch Hemmungen. Diese überwiegen bei ihm auch noch bei der zweiten Begegnung in einem Café und der dritten auf der Rückfahrt im Zug. Nun ergreift sie – Clementine – die Initiative und eröffnet das Gespräch; trotz aller Gegensätzlichkeit nähern sie sich an. Er geht mit zu ihr, wo – spielerisch, aber auch nicht ganz unernst – sogar das Wort Heirat fällt. Er bricht auf, ruft von zuhause sofort zurück, sie verabreden sich für den nächsten Abend und verbringen eine romantische Nacht auf einem zugefrorenen Fluss. Zurück vor Clementines Wohnung möchte sie lieber mit zu ihm und verabschiedet sich nur kurz, um ihre Zahnbürste zu holen. Während Joel im Auto wartet, taucht ein unbekannter junger Mann auf, der ihn völlig entgeistert fragt: "Kann ich Ihnen helfen?" Mit dieser Frage, deren Hintergrund sich weder Joel noch dem Zuschauer erschließt, bricht die Rahmenhandlung zunächst ab. Der Einschnitt wird verdeutlicht durch einen Zeitsprung: begleitet vom Filmvorspann, sieht man Joel weinend und offenbar vollkommen verzweifelt im Auto durch die Nacht fahren.

### Binnenhandlung
Der Zuschauer erfährt nun in einer umfassenden Rückblende, die zugleich den Hauptteil des Films ausmacht, dass Joel und Clementine für etwa zwei Jahre ein Paar gewesen sind. In einer der sich immer mehr zuspitzenden Krisensituationen war es nicht zufällig Clementine (sie ist – im Gegensatz zu ihm – die Impulsive), die sich einem neuartigen Verfahren unterzogen hat, bei welchem selektiv sämtliche Erinnerungen an ein bestimmtes Ereignis oder eine bestimmte Person gelöscht werden können. Da Joel davon nichts weiß, ist er, als er ihr sein Geschenk zum Valentinstag überbringen will, völlig perplex, dass sie ihn in der Buchhandlung, in der sie arbeitet, wie einen Fremden behandelt – und zu allem Überfluss auch noch ungeniert mit einem Anderen turtelt, von dem er nur den Namen, Patrick, aber nicht das Gesicht wahrnimmt.
Als ihm kurz darauf zufällig des Rätsels Lösung in Form einer vertraulichen Patienteninformation der verantwortlich zeichnenden Firma Lacuna in die Hände fällt, beschließt Joel, sich dem gleichen Verfahren zu unterziehen. An seinem Beispiel sieht man nun, wie die Prozedur vonstattengeht. Nach kurzer Beratung (der leitende Arzt, Dr. Mierzwiak, versucht den Lapsus durch bevorzugte Behandlung Joels wiedergutzumachen) erfolgt diese in zwei Stufen. Zuerst muss Joel sämtliche ihn an Clementine erinnernden Gegenstände aus seiner Wohnung entfernen und in die Praxis bringen, wo mit ihrer Hilfe eine neuronale Karte seines Hirns und ein Löschprogramm erstellt werden. Der eigentliche Löschvorgang findet dann in der folgenden Nacht – der vor dem Valentinstag – in Joels Wohnung statt. Er versetzt sich mit Medikamenten in Tiefschlaf und wird danach von zwei wissenschaftlichen Mitarbeitern der Firma an ein Gerät angeschlossen, das die Erinnerungen im Gehirn lokalisiert und löscht.
Was in dieser Nacht in Joels Wohnung geschieht, wird auf einer äußeren und einer inneren Ebene erzählt, die einander überschneiden und beeinflussen. Die äußere betrifft die vier Angestellten der Firma. Zunächst gesteht Patrick, der Jüngere der beiden Anwesenden, dem Anderen, Stan, dass er sich in der Nacht, als das Verfahren bei Clementine angewandt wurde, in diese verliebt hat. Später wird er von ihr angerufen und geht zu ihr – bedingt auch durch die Ankunft der Sekretärin Mary, die offensichtlich gekommen ist, um sich mit Stan zu vergnügen. Das tun beide auch ausgiebig, während Joels Programm auf Autopilot läuft. Ein plötzlicher Fehler jedoch zwingt sie, Dr. Mierzwiak zu rufen. Ihm gelingt es, den Fehler zu beheben. Während Stans Abwesenheit eröffnet ihm Mary, dass sie ihn liebe. Der darauf folgende Austausch von Intimitäten wird von draußen nicht nur von Stan, sondern auch von Mierzwiaks Frau beobachtet. In der sich anschließenden hitzigen Situation folgt die überraschendste Enthüllung: Die Liebe zu Dr. Mierzwiak ist nur für Mary selbst eine Neuigkeit, das Löschverfahren wurde auch an ihr schon – mit Erfolg – angewandt.
Die innere – und zugleich wichtigere, umfangreichere – Ebene der Erzählung dieser Nacht ist das Geschehen in Joels Gehirn. Der Zuschauer kann dabei beobachten, welche Erinnerungen er an Clementine hat und wie diese nach und nach gelöscht werden. Joel durchlebt retrospektiv – aber alles andere als chronologisch – nochmals die Höhen und Tiefen ihrer Beziehung bis zurück zu deren Beginn, als er Clementine an einem Strand und gekleidet in ihr orangerotes Sweatshirt zum ersten Mal traf. Die Komplikation, die zu Dr. Mierzwiaks Eingreifen führt, entsteht dadurch, dass Joel versucht „auszusteigen“, als ihm bewusst wird, wie wertvoll manches von dem ist, was ihm droht, verloren zu gehen. Da dies verhindert wird, verfällt er auf die originelle Idee, mit Clementine an Orte seiner Erinnerung zu flüchten, mit denen er sie vorher nicht in Verbindung gebracht hat – wie etwa seine Kindheit –, und sie dort quasi zu „verstecken“. Doch auch dies gelingt nicht. Alle direkten „Drähte“ zu Clementine werden gekappt. Und dennoch scheint es so, dass das Unterbewusstsein Signale bewahrt, die es ihm ermöglichen, wieder auf den Weg zu gelangen, den es gehen will. Solche signalartigen Botschaften finden sich insbesondere in zwei der letzten Episoden, die den Charakter von (Wunsch-)Träumen haben und beschwörende Aussagen enthalten wie: Es wär sicher anders, wenn wir nochmal neu anfangen könnten (Joel), Vergiss mich nicht, streng dich aber an (Clementine) und ihr gemeinsames Wir treffen uns in Montauk.

### Rahmenhandlung (2)
Bevor die Rahmenhandlung weiterläuft, werden Anfangs- und Endpunkt vom ersten Teil noch einmal aufgegriffen und mit der Binnenhandlung verbunden: zunächst Joels Erwachen, das unmittelbar nach dem Weggang von Dr. Mierzwiak und Stan geschieht; dann Clementines Rückkehr aus ihrer Wohnung zum im Auto wartenden Joel. Dem Zuschauer hat sich bis dahin sowohl die Identität als auch die Verwirrung des jungen Mannes vor dem Auto erschlossen: Es ist Patrick, der unter Ausnutzung von Joels Erinnerung(sstück)en den Rest der Nacht mit Clementine verbracht hat, nun erneut zu ihr will und offenbar glaubt, dass – entgegen allen bisherigen Erfahrungen – irgendetwas bei Joels Löschverfahren schiefgelaufen sein muss.
Bleibt sein Auftauchen ohne Folgen für den Fortgang der Handlung, wirkt eine andere Tat umso unmittelbarer: In einem Akt der Rache – und der Wiedergutmachung – hat Mary allen Patienten deren Akte per Post zustellen lassen, die auch eine Audiokassette enthält, auf der jeder vor Beginn der Behandlung erklärt hat, warum er sich ihr unterziehen will. Clementine bringt nun ihre Post mit ins Auto zu Joel und lässt die Kassette ahnungslos abspielen. Beide sind schockiert und trennen sich wieder. Clementine hält es nicht lange aus, sie fährt zu ihm und trifft genau in dem Moment ein, als seine Kassette läuft, die nicht weniger Verletzendes enthält als ihre. Eins dieser Details wirkt dann doch stärker als der beiderseitige Versuch der Wiederannäherung; sie läuft davon, und diesmal läuft Joel ihr nach.
Das Schlussbild zeigt beide übermütig an einem verschneiten Strand: wohl wissend, welche Probleme auf sie zukommen werden, wollen sie es noch einmal miteinander versuchen.

### Vorfilm
Zum Hauptfilm gehört ein Vorfilm, der wie ein altmodischer Werbespot gedreht ist. Er macht Werbung für Lacuna Inc., die Firma/Arztpraxis, die auf Wunsch schmerzhafte Erinnerungen im Gehirn löschen kann.

## Erfolg
Mit über 72 Millionen Dollar Einspielergebnis – davon 34 Millionen in den Vereinigten Staaten – und knapp neun Millionen Kinobesuchern weltweit ist Gondrys zweiter Spielfilm sein bis dahin mit Abstand erfolgreichster. Der Film erreichte in den US-amerikanischen Kinos rund 5,5 Millionen Besucher, gefolgt von Großbritannien mit 1,1 Millionen Besuchern, Frankreich mit rund 600.000 und Italien mit 460.000 Besuchern. In Deutschland zählte der Film 196.000 Besucher, in der Schweiz 63.000 und in Österreich 31.000 Besucher.
Bei den Academy Awards, BAFTA Awards und Golden Globe Awards 2005 erhielt er mehrere Nominierungen und gewann unter anderem den Oscar für das Beste Originaldrehbuch von Charlie Kaufman.
2016 landete Vergiss mein nicht! bei einer Umfrage der BBC auf Platz sechs der 100 bedeutendsten Filme des 21. Jahrhunderts. Im Jahr zuvor hatte Gondrys Regiearbeit in der BBC-Wahl der 100 bedeutendsten amerikanischen Filme Platz 87 belegt.

## Kritik
„Eine aberwitzige Tragikomödie über den Vorstellungskomplex ‚Gedächtnis/Erinnerung‘. Das überbordende Buch bietet unerschöpfliche Möglichkeiten und konfrontiert mit immer neuen, ungeahnten Wendungen. Getragen von überzeugenden Darstellern, eröffnet der Film einen philosophischen Liebesdiskurs und jongliert virtuos mit dem Potenzial des Kinos.“

## Synchronisation
Die deutsche Synchronbearbeitung entstand im Auftrag der Film- & Fernseh-Synchron. Das Dialogbuch verfasste Marianne Groß.
| Rolle                 | Darsteller    | Deutscher Sprecher |
| --------------------- | ------------- | ------------------ |
| Joel Barish           | Jim Carrey    | Stefan Fredrich    |
| Clementine Kruczynski | Kate Winslet  | Ulrike Stürzbecher |
| Mary                  | Kirsten Dunst | Marie Bierstedt    |
| Patrick               | Elijah Wood   | Timmo Niesner      |
| Dr. Howard Mierzwiak  | Tom Wilkinson | Lutz Riedel        |
| Stan                  | Mark Ruffalo  | Norman Matt        |

## Auszeichnungen
Oscarverleihung 2005
- Bestes Original-Drehbuch: Charlie Kaufman

Weitere Nominierungen:
- Beste Hauptdarstellerin: Kate Winslet

British Academy Film Award 2005
- Bestes Original-Drehbuch: Charlie Kaufman
- Bester Filmschnitt: Valdís Óskarsdóttir

Weitere Nominierungen:
- Bester Film
- Bester Hauptdarsteller: Jim Carrey
- Beste Hauptdarstellerin: Kate Winslet
- Beste Regie: Michel Gondry

Golden Globe Awards 2005 (Nominierungen)
- Bestes Drehbuch
- Bester Film (Musical/Komödie)
- Bester Hauptdarsteller (Musical/Komödie): Jim Carrey
- Beste Hauptdarstellerin (Musical/Komödie): Kate Winslet